# Steve Rolling
Esteban Rivadeneira Gabela (Quito, Ecuador, 10 de noviembre de 1972), popularmente conocido como Steve Rolling, es un baterista ecuatoriano.

## Biografía
Esteban Rivadeneira "Steve Rolling" es un baterista quiteño quien sintió atracción por la música y el arte en general gracias a su abuelo quien fue el Profesor Universitario Edmundo Ribadeneira Meneses, periodista, poeta, escritor, ganador del Eugenio Espejo y fue presidente de la Casa de la Cultura Ecuatoriana.
Steve Rolling se inicia con Cruks en Karnak (banda de la cual fue fundador) desde 1991 editando su primer EP en el año de 1993 titulado Tu Culpa.
En 1996 sale su disco homónimo Cruks en Karnak bajo el sello Sony Music con el que participa en MTV con dos de sus videos realizados por el cineasta ecuatoriano Sebastián Cordero y siendo parte del soundtrack de la película Ratas, ratones, rateros, también tocando en Rock al Parque y haciendo una gira por algunas ciudades en Cuba acompañando al Grupo Moncada de los géneros Tropipop y Nueva Trova.
En 1999 sale una nueva placa titulada La Dimensión del Cuy, grabada totalmente en Argentina con el conocido productor e ingeniero de sonido  Mario Breuer en estudios el Pie del cantautor Alejandro Lerner. En 2003 editan el disco titulado Las desventuras de Cruks en Karnak con el cual giraron por todo Ecuador y fue este su último disco grabado con la banda.

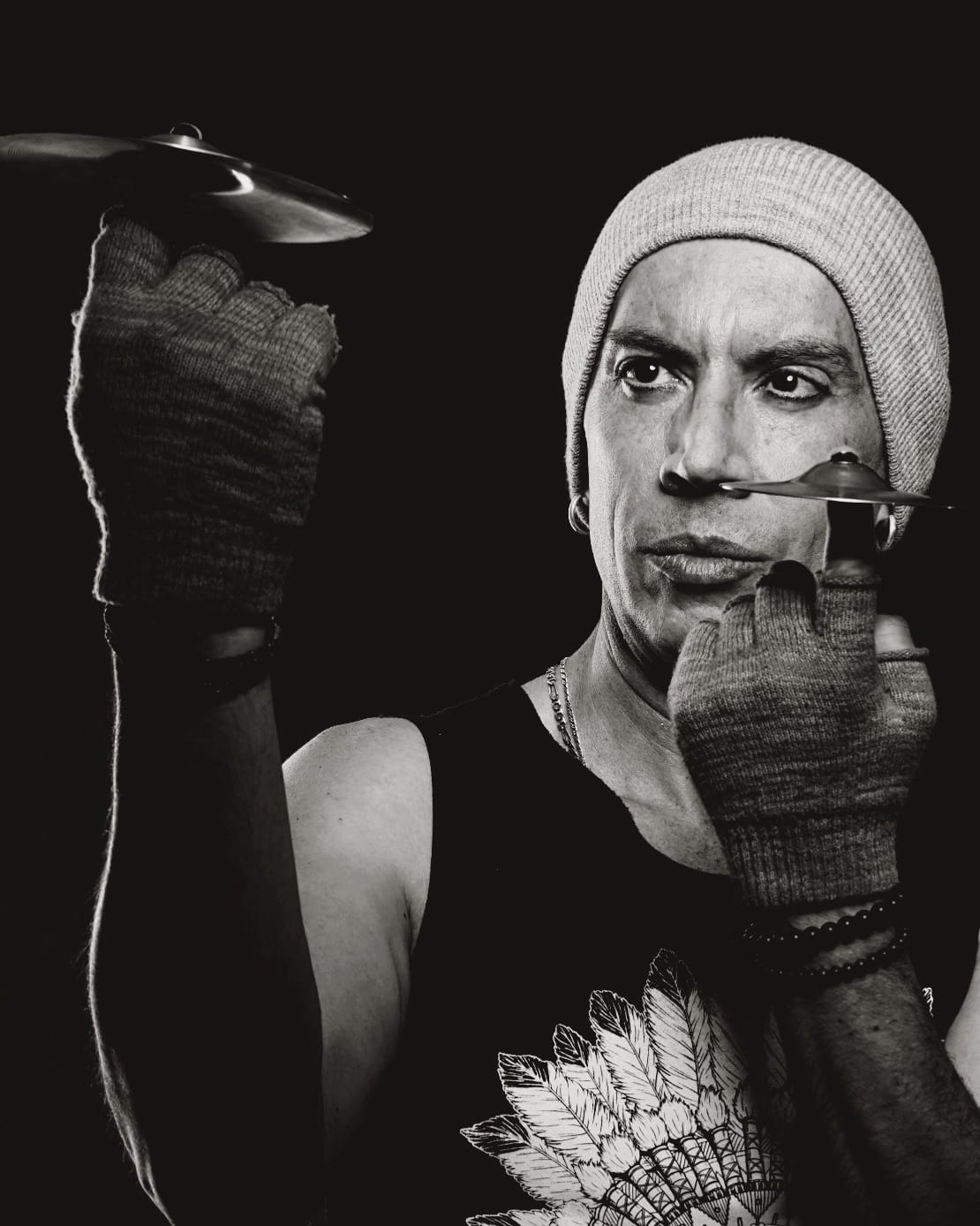
Steve Rolling, 2022.

Recibe por la empresa Staff Show Business Group el reconocimiento a mejor baterista del Ecuador en 2003. En el 2005 fundó la banda Zebra junto al guitarrista Hittar Cuesta dejando una placa titulada Debutt. Forma parte de la banda de Hard Rock Lachard durante 5 años.
En 2010 forma parte de la banda de Doom Metal KillMe, logrando en el 2023 conquistar el puesto a una de las bandas de metal más reconocidas, abriendo el primer Metal Fest internacional hecho en Ecuador y compartiendo escenario con las mejores bandas del género del mundo.
Ha abierto shows y compartido escenario con artistas como Gustavo Cerati,Fito Paez, Charly García, Luis Alberto Spinetta, Slash, King Heavy, Cadaveria, A.N.I.M.A.L, Aterciopelados, Julieta Venegas, Mano Negra, Coda, Molotov, Café Tacvba, Alcest, Testament, Kreator, Benediction, Grave Digger, Apocalyptica, Finntroll, Cenotaph, Stratovarius entre otros
Actualmente es locutor en su programa de radio El Destornillador junto a Pato Fortuny y Drako 593 y locuror de Mariscal Studios. Sus inicios en la locución fueron en su programa Rockbeat Radio transmitido a través de la señal del IAVQ (Instituto Superior de Artes Visuales de Quito) donde estudió la carrera de Marketing Digital por 2 semestres, estudió ingeniería ambiental 6 meses en la UTPL y terminó la carrera de Diseño Gráfico en el IAVQ pero no se graduó y solo lo ejerció para sus proyectos personales. También es fundador de la banda musical ecuatoriano venezolana La Faritón y el dúo Baiao Music junto a Josslyd en Ecuador, igualmente es integrante de la banda LOS EXXESS quienes interpretan éxitos del pop ecuatoriano.

## Equipamiento
Batería Pearl Drums, platillos Sabian Cymbals, Sampler Roland SPDSX y baquetas auspiciadas por Rohema.

## Discografía
- EP Tu Culpa - Cruks en Karnak año 1993 (sello Fediscos)
- Disco homónimo Cruks en Karnak año 1996 (sello Sony Music)
- La Dimensión del Cuy - Cruks en Karnak año 1998 (sellos Sony Music y Psiqueros Records)
- Las desventuras de Cruks en Karnak año 2003 (producción independiente)
- Debutt - Zebra año 2005 (producción independiente)
- Killme Doommasters (Tape debut) - Killme año 2022